# Oreoglanis pumatensis
Oreoglanis pumatensis är en fiskart som beskrevs av Nguyen 2005. Oreoglanis pumatensis ingår i släktet Oreoglanis och familjen Sisoridae. Inga underarter finns listade i Catalogue of Life.